# Gensyn med en fremmed
|  | Denne artikel er oprettet af botten PalnaBot ud fra en ekstern database. Den kan derfor have sproglige fejl eller mangler. Denne skabelon kan fjernes efter kontrol af indholdet. |

Gensyn med en fremmed er en kortfilm instrueret af Annette Finnsdottir efter eget manuskript.

## Handling
Tabt barndom i dette øjeblik. Legende på din vej ind i en drøm eller rettere - lukkett ind i hendes mareridt.